# Oligomycin A
Oligomycin A ist ein von Streptomyces erzeugtes Antibiotikum aus der Gruppe der Makrolide, die für andere Organismen giftig sein können. Oligomycin A ist der bekannteste Vertreter der Oligomycine.

## Wirkung
Oligomycin A ist ein Inhibitor der ATP-Synthase. In Untersuchungen zur oxidativen Phosphorylierung wird es verwendet, um Atmung der Stufe 3, also ADP-induzierte Phosphorylierung, zu inhibieren. Oligomycin A hemmt die ATP-Synthase durch Blockierung der Untereinheit Fo des Protonenkanals (o für Oligomycin), der für die oxidative Phosphorylierung von ADP zu ATP benötigt wird (Energiegewinnung).
Die Hemmung der ATP-Synthese durch Oligomycin A reduziert den Elektronenfluss durch den Elektronentransportkanal auf signifikante Weise. Der Elektronenfluss kommt jedoch aufgrund von „Protonenlecks“, beziehungsweise mitochondrialer Entkopplung nicht ganz zum Erliegen. Diese Protonenlecks kommen durch erleichterte Diffusion mittels eines Uncoupling Proteins wie Thermogenin (auch bekannt als UCP1) zustande.

## Oligomycine
|                            | R1     | R2 | R3 | R4  | R5     |
| Oligomycin A               | CH3    | H  | OH | H,H | CH3    |
| Oligomycin B               | CH3    | H  | OH | O   | CH3    |
| Oligomycin C               | CH3    | H  | H  | H,H | CH3    |
| Oligomycin D (Rutamycin A) | H      | H  | OH | H,H | CH3    |
| Oligomycin E               | CH3    | OH | OH | O   | CH3    |
| Oligomycin F               | CH3    | H  | OH | H,H | CH2CH3 |
| Rutamycin B                | H      | H  | H  | H,H | CH3    |
| 44-Homooligomycin A        | CH2CH3 | H  | OH | H,H | CH3    |
| 44-Homooligomycin B        | CH2CH3 | H  | OH | O   | CH3    |